# Lampropeltis gentilis
Espèce
Synonymes
- Ophibolus gentilis Baird & Girard, 1853
- Lampropeltis triangulum gentilis (Baird & Girard, 1853)
- Lampropeltis multistriata Kennicott, 1861
- Lampropeltis triangulum multistrata Kennicott, 1861
- Lampropeltis pyrrhomelaena celaenops Stejneger, 1903
- Lampropeltis triangulum celaenops Stejneger, 1903
- Lampropeltis doliata taylori Tanner & Loomis, 1957
- Lampropeltis triangulum taylori Tanner & Loomis, 1957

Lampropeltis gentilis est une espèce de serpents de la famille des Colubridae.

## Répartition
Cette espèce est endémique des États-Unis. Elle se rencontre en Louisiane, dans le sud de l'Arkansas, au Texas, en Oklahoma, au Kansas, au Nebraska, au Dakota du Sud, au Dakota du Nord, au Montana, au Wyoming, au Colorado, en Utah, en Arizona et au Nouveau-Mexique.

## Publication originale
- Baird & Girard, 1853 : Catalogue of North American Reptiles in the Museum of the Smithsonian Institution. Part 1.-Serpents. Smithsonian Institution, Washington, p. 1-172 (texte intégral).